# Burcardo d'Avesnes
Burcardo d'Avesnes (1180 – 1244) fu signore di Étrœungt, balivo dell'Hainaut e canonico di San Pietro a Lilla.

## Origine
Secondo il  Ex Gisleberti Montesis Hannoniae Chronicon, Burcardo era il figlio secondogenito di Giacomo Signore d'Avesnes, di Leuze e dì Condé e della moglie, Adelina di Guisa, che era figlia di Burcardo, signore di Guise.
Gualtiero d'Avesnes, sia secondo la Chronica Albrici Monachi Trium Fontium, che il Ex Gisleberti Montesis Hannoniae Chronicon era figlio del Signore d'Avesnes, di Leuze e dì Condé, Niccolò e della moglie, Matilde de la Roche.
La sua parentela viene confermata dalla Genealogica Comitum Flandriæ Bertiniana, Continuatio Leidensis et Divionensis, che segnala che era fratello di Gualtiero, conte di Blois.

## Biografia
In gioventù, Burcardo aveva intrapreso la carriera ecclesiastica divenendo diacono, come conferma la Chronica Monasterii Sancti Bertini auctore Iohanne Longo de Ipra; secondo alcune fonti seguì il padre, Giacomo, alla terza crociata. Il padre morì alla Battaglia di Arsuf.
Come balivo di Hainaut, Burcardo era in contatto con Margherita, una delle figlie del defunto conte di Hainaut, e nel 1212, quando Margherita aveva solo 10 anni, la sposò; Margherita, secondo la Genealogica Comitum Flandriæ Bertiniana, Continuatio Marchianensis era la figlia secondogenita del conte delle Fiandre, di Hainaut ed anche primo imperatore dell'impero latino di Costantinopoli, Baldovino delle Fiandre e di Maria di Champagne, figlia, secondo il Gisleberti Chronicon Hanoniense, del conte di Champagne e di Brie, Enrico I e di Maria di Francia. Quest'ultima era, secondo la Chronica Albrici Monachi Trium Fontium, la figlia primogenita del re di Francia, Luigi VII e della duchessa d'Aquitania e Guascogna e contessa di Poitiers, Eleonora. Il matrimonio fra Burcardo e Margherita viene confermato anche dal monaco benedettino inglese, cronista della storia inglese, Matteo di Parigi, che nota che l'unione dei due era stata tenuta segreta.
Nello stesso anno, la sorella di Margherita, Giovanna, di due anni più anziana, si era sposata con Ferdinando del Portogallo ed aveva preso possesso delle contee delle Fiandre e di Hainaut.
In un primo tempo, il matrimonio fu accettato dal Papa Innocenzo III, ma, a seguito della sconfitta alla battaglia di Bouvines, inflitta all'Imperatore e ai suoi sostenitori, fra cui Burcardo, il pontefice si convinse a pronunciarsi dichiarando nulle le nozze. Margherita e il marito vennero scomunicati e si rifugiarono in Lussemburgo, continuando a vivere insieme.
In quello stesso periodo le due sorelle ebbero un aspro litigio circa la divisione della loro eredità; il problema si protrasse per alcuni anni sino a che Margherita divorziò da Burcardo. Nel 1219 Burcardo venne catturato e portato a Gand e venne rilasciato nel 1221 solo dopo che Margherita ebbe acconsentito all'annullamento del matrimonio. Burcardo, secondo Matteo di Parigi, andò a perorare la sua causa a Roma, ma Margherita, nel frattempo aveva cambiato parere e decise di lasciarlo.
Mentre Burcardo era a Roma, secondo Matteo di Parigi, Margherita tratteneva rapporti segreti con il signore di Dampierre, Guglielmo II. Nel 1223, con l'approvazione della sorella, Giovanna, sposò Guglielmo II di Dampierre, figlio di Guy II di Dampierre e Matilde I di Borbone. Il matrimonio viene confermato anche dal Iohannis de Thilrode Chronicon. Quest'unione creò un certo scandalo per i vincoli di consanguineità che li legavano: la nonna materna di Guglielmo era Maria di Champagne o di Blois, sorella del nonno di Margherita, Enrico I di Champagne. La disputa sulla liceità o meno delle sue due nozze si protrasse per decenni e nel 1244, sfociò nella Guerra di successione delle Fiandre e dell'Hainaut che andò avanti, con qualche interruzione, fino al 1254. I figli avuti da Burcardo erano ritenuti illegittimi dalla chiesa, mentre erano legittimi per l'imperatore, Federico II.
Burcardo morì nel 1244. Nello stesso anno, morì anche la sorella di Margherita, la contessa di Fiandre e Hainaut, Giovanna I, a Marquette; il 5 dicembre, secondo il Necrologio Sanctæ Waldetrudis. A Giovanna, come contessa di Fiandre e Hainaut, succedette la sorella minore, Margherita (Margherita II, nelle Fiandre e Margherita I, nell'Hainaut).
Siccome i figli nati dai suoi due matrimoni erano in contrasto sui diritti inerenti all'eredità materna (gli Avesnes erano stati generati prima, ma considerati illegittimi dalla chiesa e anche dalla madre, mentre i Dampierre, generati dopo erano considerati legittimi), nella disputa intervenne, nel 1246, il re di Francia, Luigi IX il Santo. Il re decise che i possedimenti dell'Hainaut sarebbero stati ereditati dai figli Avesnes e le Fiandre dai figli Dampierre.
Nel 1246, Margherita, che era sia contessa delle Fiandre che di Hainaut e che odiava il figlio maggiore, Giovanni d'Avesnes, cognato (nel 1246 aveva sposato Adelaide d'Olanda) e alleato di Guglielmo II, aveva offerto al fratello di Luigi IX, Carlo I d'Angiò conte di Provenza, la contea di Hainaut e la tutela delle Fiandre per conto della Casa dei Dampierre. Il primogenito di Margherita, Giovanni d'Avesnes, non era soddisfatto dell'accordo e convinse il cognato, Guglielmo II d'Olanda, eletto re di Germania nel 1247 (voluto dal papa in contrapposizione a Corrado IV di Svevia), a mettere sotto assedio l'Hainaut e quella parte delle Fiandre (Namur e la Zelanda) che erano soggette all'Impero, spingendo Margherita e Carlo d'Angiò ad allearsi con Corrado IV di Svevia. Quel che ne seguì fu una guerra civile che vide vincenti gli Avesnes sui Dampierre. Come conseguenza, nel 1252 Guglielmo II d'Olanda confiscò i feudi imperiali di Margherita e li consegnò a Giovanni d'Avesnes; secondo il The Formation of the German College of Electors in the mid-Thirteenth Century (non consultato), Guido di Dampierre, nel 1253 invase l'Olanda e occupò l'isola di Walcheren, in Zelanda, ma Fiorenzo, il cognato di Giovanni d'Avesnes, lo affrontò e, nel mese di luglio, lo sconfisse a Westkappel, catturando la flotta fiamminga e facendo numerosi prigionieri, tra cui Guido di Dampierre e suo fratello Giovanni. I due vennero imprigionati e rilasciati solo nel 1256, dopo la morte di Guglielmo II d'Olanda.
Dopo aver condotto una campagna vittoriosa contro Margherita, all'inizio del 1256, Guglielmo si apprestò a sottomettere i Frisoni che si erano ribellati. Durante le operazioni, nei pressi di Hoogwoud, attraversando uno specchio d'acqua ghiacciato, il suo cavallo spezzò la crosta di ghiaccio, ed egli cadde nell'acqua gelata. Fu così catturato dai Frisoni, che lo uccisero; allora intervenne nuovamente Luigi IX, che, con un nuovo trattato, nel 1256, attribuì l'Hainaut a Giovanni d'Avesnes, mentre gli altri possedimenti, inclusi Namur e la Zelanda, rimasero a Margherita.
Il conflitto - complice il nuovo intervento di Luigi IX - ebbe termine anche per la morte del figlio primogenito di Margherita, Giovanni d'Avesnes, nel dicembre 1257.

## Discendenza
Burcardo da Margherita ebbe tre figli:
- Baudouin (1217-1219), citato da Matteo di Parigi, che non lo nomina[11]
- Giovanni d'Avesnes[25] (1218-1257), conte di Hainaut dal 1246 alla morte
- Baldovino d'Avesnes[25] (settembre 1219-10 aprile 1295), signore di Beaumont

### Fonti primarie
- (LA)  Monumenta Germaniae Historica, Scriptores, tomus V.
- (LA)  Monumenta Germaniae Historica, Scriptores, tomus IX.
- (LA)  Monumenta Germaniae Historica, Scriptores, tomus XXI.
- (LA)  Monumenta Germaniae Historica, Scriptores, tomus XXIII.
- (LA)  Monumenta Germaniae Historica, Scriptores, tomus XXV.
- (LA)  Recueil des historiens des Gaules et de la France. Tome 13.
- (FR)  Grande chronique de Mathieu de Paris, tomus VIII.

### Letteratura storiografica
- Austin Lane Poole, "L'interregno in Germania", cap. IV, vol. V (Il trionfo del papato e lo sviluppo comunale) della Storia del mondo medievale, 1999, pp. 128–152
- Charles Petit-Dutaillis, "Luigi IX il Santo", cap. XX, vol. V (Il trionfo del papato e lo sviluppo comunale) della Storia del mondo medievale, 1999, pp. 729–864